# Jee Kast
Jee Kast is een Belgisch dichter of eerder woordkunstenaar. Geboren als Joost Stockx (Hasselt, 22 april 1977), hij ontleende zijn pseudoniem aan de titel van zijn eerste jeugddichtbundel Julie, de trut in de kast. Deze bundel is op de pilootversie Haal alles uit de kast na, nooit gepubliceerd.

## Achtergrond
Jee Kast treedt regelmatig op met zijn werk. Zowel op diverse poetry slams in België en Nederland als in bibliotheken, scholen of voor bedrijven. In 2001 studeerde hij af aan de Europese Hogeschool Brussel in de richting Handelswetenschappen met als specialisatie marketing. Ondanks dat optreden met woord zijn hoofdactiviteit is, had hij vroeger eerder een aanleg voor cijfers en is nooit goed geweest met taal. Tot hij het inzicht verwierf dat taal als cijfers bekeken kon worden.
Naast workshops schrijven en performen gaf hij ook Marketing en ondernemend denken voor kunstenaars (Syntra, volwassenenonderwijs 2008-2011)

## Filosofie
Jee Kast gaat ervan uit dat poëzie beleefd moet worden tussen het volk. Mensen raken met eenvoudig taalgebruik. 'Iedereen is bezig met het verwoorden van gevoelens, toch?' Als Poëzie taalcreativiteit is, dan mag je me dichter noemen, stelt hij. Naast het performen of het laten beleven van poëzie is hij steeds aan het denken hoe hij poëzie dichter bij de mensen kan brengen. Een resultaat hiervan was Pimp-a-Poet (2007-2008) in Leuven en Gent.

## Werk
Zijn werk was voor het eerst gepubliceerd toen in 2004 Haal alles uit de Kast, Pilootpoëziebundel werd uitgegeven door jongerenwerkplaats VillaBasta. Na enkele bundels en een CD in eigen beheer te hebben uitgegeven, werd hij opgepikt door Panem & Circenses, een vereniging zonder winstoogmerk die podiumkunsten nauw aan het hart ligt en gelinkt is met de Kleine Academie, een internationale theaterschool in Brussel.
Door zijn met-performance-gelinkte poëzie besloot hij tezamen met Panem & Circenses de dichtbundel Reef de dromen uit 2009 te laten vergezellen van een akoestische cd. Het foute openingszinnenboekje, een bundel die voorgesteld werd in 2011 was genaamd Ik wou iets liefs tegen je zeggen..., en is geïllustreerd met zelfgemaakte tekeningen en uitgegeven door 5nul8, een grafisch productiehuis uit Zuid-Limburg.
Stockholm, de laatst uitgebrachte CD, (“ik heb poëzie nooit willen gijzelen, waarom zou ik losgeld vragen?”) kwam in februari 2012 uit en is tegen vrije bijdrage downloadbaar.
Voor iedereen is het sprookje anders is een spreukenboekje met een voetnootsprookje in de kantlijn verweven. Dit boekje werd uitgebracht op het formaat van een sigarettenpakje.

## Het genre
Optreden met poëzie is iets wat al een tijd gebeurt. Ondanks sporadische slams in het Vlaamse landschap hinkt Nederlandstalig België, na verschillende pieken in de buurlanden Duitsland, Frankrijk en Nederland, nog steeds achterop. In 2011 werden talrijke projecten opgestart o.a. Urban woorden in Leuven, Mama’s open Mic in Antwerpen en Stemschot in Gent en een Belgisch kampioenschap waar Jee Kast een finale plaats haalde. Ook werd er weer in 2012 in samenwerking met Creatief schrijven opnieuw een Belgisch kampioenschap georganiseerd, waar Gijs ter Haar, ACG Vianen en o.a. ook David Troch en Jee Kast in de jury zetelden.

## Wedstrijden
Hij won onder andere de dichtslamrap in 2009, een jaarlijkse wedstrijd waar dichters, dichter-performers en rappers het tegen elkaar opnemen. Hij ging dat jaar met publieks- en juryprijs naar huis en vocht door tot een top drie plaatsje in de finale van het Nederlandse kampioenschap Poetry Slam. Het jaar nadien won hij de regionale Poetry Slam finale in Eindhoven en kwam hij in de halve finale NK terecht (2010). In 2011 zat hij eveneens in de finale van het NK
In 2012 slaagde hij erin met zijn toegankelijke performancepoëzie de finale te halen van Belgium's Got Talent. Ray Cokes, Rob Vanoudenhoven, Koen Wauters waren in het bijzonder ook verrast, enerzijds door de brok taalcreativiteit, anderzijds de massale response van het Tv-publiek op deze poëzievorm.

## Discografie
- Het blahblahblah-instinct (2006)
- Oudnieuw , CD bij dichtbundel Reef de dromen (2010)
- Stockholm (2012)